# Campeonato Mundial de Grappling 2016
El Campeonato Mundial de Grappling 2016 (World Championship Grappling) se celebró en Minsk (Bielorrusia) entre el 30 de septiembre y el 3 de octubre de 2016 bajo la organización de United World Wrestling (UWW) y la Federación de Lucha de Bielorrusia.
Las competiciones se realizaron en el Minsk Arena de la capital de Bielorrusia.
En el medallero, ocuparon las tres primeras plazas los países de Rusia, Francia y España, en grappling gi, y los países de Rusia, Francia y Ucrania, en grappling no gi.

## Países participantes
| N.º | País           |
| --- | -------------- |
| 1   | Armenia        |
| 2   | Azerbaiyán     |
| 3   | Bielorrusia    |
| 4   | España         |
| 5   | Estados Unidos |
| 6   | Francia        |
| 7   | Georgia        |
| 8   | Hungría        |
| 9   | India          |
| 10  | Irán           |
| 11  | Israel         |
| 12  | Italia         |
| 13  | Japón          |
| 14  | Kazajistán     |
| 15  | Kirguistán     |
| 16  | Letonia        |
| 17  | Moldavia       |
| 18  | Pakistán       |
| 19  | Panamá         |
| 20  | Rumania        |
| 21  | Rusia          |
| 22  | Serbia         |
| 23  | Tayikistán     |
| 24  | Turkmenistán   |
| 25  | Ucrania        |
| 26  | Uzbekistán     |

## Medallistas

### Grapping GI masculino
| Evento  | Oro                            | Plata                                   | Bronce                                                          |
| ------- | ------------------------------ | --------------------------------------- | --------------------------------------------------------------- |
| 62 kg   | Gaziyev Shamil · Rusia         | Omar Galymzhan · Kazajistán             | De Oliveira Anthony · Italia · Sukoty Alireza · Irán            |
| 66 kg   | Blumental Valentin Francia     | Abdizhamil Uulu Alymegeldi · Kirguistán | Danyal Yousefikouchaksaraei Irán Wanatabe Shoto Japón           |
| 71 kg   | Ibragimov Gairbeg · Rusia      | Blumental Nicolas Francia               | Muravitsky Edward · Bielorrusia · Aleksandar Milicevic · Serbia |
| 77 kg   | Yusef Kaddur · España          | Uzayruev Eldar · Rusia                  | Bagynbai Uulu Torokan · Kirguistán · Akakpovi Cédric · Francia  |
| 84 kg   | Guseynov Abdulbari · Rusia     | Cristian García · España                | Vladimir Prodanovic Serbia Gherram Jassem Francia               |
| 92 kg   | Shapiev Arsen · Rusia          | TKussainov Ramazan · Kazajistán         | Havrysh Serhii · Ucrania · Harbaty Aliaksandr · Bielorrusia     |
| 100 kg  | Seleznev Anton · Rusia         | Ansari Mohammadjafar Irán               | Fontes Alexis · Francia · Bulegenov Saken · Kazajistán          |
| +100 kg | Juan Francisco Espino · España | Kheirollahzadeh Varzi Mohammadreza Irán | Martial Didier Hamza · Francia · Petukhov Artem · Rusia         |

### Grappling GI femenino
| Evento | Oro                           | Plata                      | Bronce                                                       |
| ------ | ----------------------------- | -------------------------- | ------------------------------------------------------------ |
| 53 kg  | Krupskaia Polina · Rusia      | Naiomi Matthews · España   | Anastasia Tonelli · Italia · Ahmadipouya Negin · Irán        |
| 58 kg  | Vladimirova Olga · Rusia      | Andrea Sucevic Serbia      | Maria Pia Pacchiarotta · Italia · Rolland Anna · Francia     |
| 64 kg  | Gromova Irina · Rusia         | Debora Vendrame · Italia   | Minerva Montero · España · Hrynko Tetiana · Ucrania          |
| 71 kg  | Tropina Rimma · Rusia         | Martina Baraccani · Italia | Atefeh Riahieshkaftaki · Irán · Shakalova Kateryna · Ucrania |
| +71 kg | Hebel Marie Charlotte Francia | Pozniakova Yulia · Rusia   | Laree Callihan · Estados Unidos · Irene Mungai · Italia      |

### Grappling No Gi masculino
| Evento  | Oro                        | Plata                          | Bronce                                                       |
| ------- | -------------------------- | ------------------------------ | ------------------------------------------------------------ |
| 62 kg   | Gajiyev Kurban · Rusia     | Wanatabe Shoto Japón           | Manko Yauhen · Bielorrusia · De Oliveira Anthony · Francia   |
| 66 kg   | Zaynukov Zainutdin · Rusia | Kasumbai Muratbek · Kazajistán | Alessio Vittori · Italia · Blumental Valentin · Francia      |
| 71 kg   | Pshihachev Albert · Rusia  | Boukhezzer Sofiane Francia     | Daniel Rodríguez · Estados Unidos · Filimonov Ihor · Ucrania |
| 77 kg   | Yusef Kaddur · España      | Baldanbaev Aidar · Kazajistán  | Netkachev Dmytro · Ucrania · Uzayruev Eldar · Rusia          |
| 84 kg   | Melan Djati Francia        | Tsikhaev Rasul · Bielorrusia   | Magomedov Shamil · Rusia · Purtiyev Hajimurad · Azerbaiyán   |
| 92 kg   | Abdullayev Ruslan · Rusia  | Ibragimov Avi Israel           | Joshua Eckmann Estados Unidos Fahimiseifkoti Valiollah Irán  |
| 100 kg  | Seleznev Anton · Rusia     | Petrenko Maksym · Ucrania      | Fontes Alexi Francia Kuno Takanori Japón                     |
| +100 kg | Gugov Murad · Rusia        | Ghanbarichamazkoti Meysam Irán | Mateiko Viktor · Ucrania · Juan Francisco Espino · España    |

### Grappling No Gi femenino
| Evento | Oro                           | Plata                         | Bronce                                                         |
| ------ | ----------------------------- | ----------------------------- | -------------------------------------------------------------- |
| 53 kg  | Zhamakochyan Ofelia · Rusia   | Skrypnyk Svitlana · Ucrania   | Anastasia Tonelli · Italia · Lisa Ward · Estados Unidos        |
| 58 kg  | Vladimirova Olga · Rusia      | Andrea Sucevic Serbia         | Lisnichuk Olena · Ucrania · Jessica Philippus · Estados Unidos |
| 64 kg  | Fraux Béatrice Francia        | Debora Vendrame · Italia      | Minerva Montero · España · Hrynko Tetiana · Ucrania            |
| 71 kg  | Nikoletta Szmolka · Hungría   | Tropina Rimma · Rusia         | Martina Baraccani · Italia · Shakalova Kateryna · Ucrania      |
| +71 kg | Hebel Marie Charlotte Francia | Laree Callihan Estados Unidos | Irene Mungai · Italia                                          |

## Medallero
| Núm. | País           | Oro | Plata | Bronce | Total |
| ---- | -------------- | --- | ----- | ------ | ----- |
| 1    | Rusia          | 17  | 3     | 3      | 23    |
| 2    | Francia        | 5   | 2     | 8      | 15    |
| 3    | España         | 3   | 2     | 3      | 8     |
| 4    | Hungría        | 1   | 0     | 0      | 1     |
| 5    | Kazajistán     | 0   | 4     | 1      | 5     |
| 6    | Italia         | 0   | 3     | 8      | 11    |
| 7    | Irán           | 0   | 3     | 5      | 11    |
| 8    | Ucrania        | 0   | 2     | 9      | 11    |
| 9    | Serbia         | 0   | 2     | 2      | 4     |
| 10   | Estados Unidos | 0   | 1     | 5      | 6     |
| 11   | Bielorrusia    | 0   | 1     | 3      | 4     |
| 12   | Japón          | 0   | 1     | 2      | 3     |
| 13   | Kirguistán     | 0   | 1     | 1      | 2     |
| 14   | Israel         | 0   | 1     | 0      | 1     |
| 15   | Azerbaiyán     | 0   | 0     | 1      | 1     |
|      | TOTAL          | 26  | 26    | 51     | 103   |